# 唐仁健
唐 仁健（とう じんけん、1962年8月 - ）は、中華人民共和国の官僚、政治家。重慶市出身。前中華人民共和国農業農村部部長、党組書記。

## 経歴
1962年8月、重慶市で生まれる。1983年8月に西南財経大学を卒業後、同年、中華人民共和国農牧漁業部に入局。以後、政策法規司副主任課員、主任課員、産業政策処副処長、経済調節処副処長、処長、副司長を歴任した。1998年に中央財経指導小組弁公室へ入局した。助巡視員、巡視員、農村組組長、副主任を歴任。2013年6月には国務院貧困扶助開発領導小組副組長を兼務する。
2014年4月、広西チワン族自治区に移り、自治区党委員会常務委員兼自治区人民政府副主席を務めた後、常務副主席、党組副書記を務めた。
2016年7月、中央に移り、中央農村工作領導小組副組長（次官）、弁公室主任兼中央財経指導小組弁公室副主任に就任。
2017年4月、党務に転じて甘粛省に赴任し、甘粛省党委員会副書記に就任した。同年4月には甘粛省副省長、省長代行、省人民政府党組書記を兼任。甘粛省第12期人民代表大会第7回会議で5月5日、省長代行の唐仁健が省長に選出された。
2020年11月、中国共産党中央委員会は唐仁健が中華人民共和国農業農村部党組書記に転任することを決定した。
2024年5月18日、中国共産党中央規律検査委員会は規律違反の疑いで唐仁健を調査していることを明らかにした。現職閣僚が調査されるのは異例。同年9月13日、全国人民代表大会常務委員会により農業農村部長を解任されたことが新華社通信の報道により明らかにされた。同年11月15日、唐は党籍を剥奪された。同年12月10日、最高人民検察院は収賄の疑いで逮捕することを決めたと発表した。2025年4月17日、最高人民検察院が収賄罪で起訴したと発表した。